# Shimon de Samarie
Pour les articles homonymes, voir Shimon et Samaritain (homonymie).
Shimon de Samarie  est une série de bande dessinée parue en 2005-2006 et comportant deux tomes. Elle est rééditée en 2009 sous le titre Le Samaritain et la série comporte alors un troisième tome. Les deux séries sont publiées chez Les Humanoïdes Associés.

## Auteurs
- Scénario : Fred Le Berre
- Dessins : Michel Rouge
- Couleurs de Corentin Rouge

## Synopsis
Polar historique qui se déroule à Jérusalem au début de l'ère chrétienne.
Le personnage principal est Shimon de Samarie, juge au Sanhédrin de Jérusalem, alors sous occupation romaine. Il a une double culture, samaritain par sa naissance, romain par son instruction et il doit composer avec les lois des deux juridictions très différentes. Ses relations sont de ce fait compliquées : il est considéré comme juif par les Romains et comme romain par ses pairs.
Sa première enquête concerne un décès survenu pendant un tremblement de terre mais dont le corps n’est découvert qu’un an plus tard. La mort n'est pas due à l'écrasement car l’homme a en fait été égorgé. Un seul indice peut l’aider : un couteau de tueur à gage est retrouvé accroché à la cuisse de la victime. Un assassin est donc en liberté...

## Albums
- série Shimon de Samarie, Les Humanoïdes Associés coll. « Dédales »
  - tome 1 : Tu ne tueras point (2005)

Prépublié dans BoDoï n°78-79-80
- - tome 2 : Les Châtiments de la mer Morte (2006)
- série Le Samaritain, Les Humanoïdes Associés
  - tome 3 : Bethsabée de Jérusalem (2009)
  - Une intégrale regroupe les trois tomes (2012).

## Critiques
- Arnaud d'Ussel pour Planète BD (9 avril 2005)[3]

« Simon de Samarie inaugure avec Novikov la nouvelle collection petit format Dédales chez les Humanoïdes associés. Malheureusement, cette première publication n’est pas très convaincante. Dans un graphisme qui rappelle Tiresias ou La gloire d’Héra de Rossi, Fred le Berre plante son enquête au temps de l’empire romain. Ce cadre n’est hélas que très peu exploité et l’histoire pourrait tout aussi bien se passer n’importe quand, sans avoir à changer grand-chose. On pense également à Sur les terres d’Horus, série exceptionnelle d’Isabelle Dethan, construit sur le même principe au temps des pharaons. Hélas encore, on ne retrouve pas dans Shimon la qualité de la reconstitution historique qui accompagne les enquêtes égyptiennes. De même, les personnages ne sont pas très fouillés. On survole donc ce premier épisode sans être réellement happé par l’histoire, l’époque ou par les protagonistes. La résolution de l’énigme est elle-même un peu tirée par les cheveux. Enfin, le dessin de Michel Rouge est extrêmement classique et réaliste, sans prise de risque. Ce nouvel album va donc s’ajouter à l’océan de la publication BD, sans faire de vagues. »